# MS-DOS Editor
MS-DOS Editor, comunemente chiamato edit, è un editor di testo fornito con MS-DOS, a partire dalla versione 5, e con le versioni a 32 bit di Microsoft Windows. Sostituisce edlin, l'editor standard delle versioni precedenti.
Originariamente un semplice alias per il comando qbasic.exe /editor, divenne un'applicazione a sé stante da DOS 7 (Windows 95) a causa della rimozione di QBasic.
È usato talvolta come alternativa a Notepad su Windows 9x, in cui Notepad era limitato alla gestione di file di piccole dimensioni. È in grado di modificare file fino a 65.279 linee e entro le dimensioni di circa 5 MB. La versione per MS-DOS è limitata a circa 300 kB e varia a seconda della memoria convenzionale libera nel sistema. Può essere avviato attraverso il comando Esegui su Windows o digitando edit nella interfaccia a riga di comando.
Edit è incluso anche nelle versioni successive di Windows, come Windows XP e le versioni a 32 bit di Windows Vista, Windows 7, Windows 8 e Windows 10. Essendo un'applicazione DOS a 16 bit non può essere eseguita direttamente sulle versioni a 64 bit di Windows.

## Versioni
La versione 1.0 apparve in MS-DOS 5.0, OS/2 e Windows NT (da 3.1 a 4.0). Anche le prime versioni beta di Windows 95 (Chicago) includevano questa versione. Basata su QBasic 1.0, può aprire un solo file a causa dei limiti della memoria DOS ma, nonostante questo limite, è in grado di aprire il file della guida rapida in una finestra suddivisa.
La versione 1.1 apparve in MS-DOS 6.0 senza alcuna nuova funzionalità aggiunta, a parte la visualizzazione della guida di MS-DOS 6.0. Questa versione è disponibile anche in tutte le versioni di Windows 9x.
DOS 6.0 per PC non include il comando edit, rimpiazzandolo con l'editor E. Quest'ultimo fu aggiornato per fornire nella versione 7.0 supporto per il mouse e per i menu.
La versione 2.0 di edit, non più basata su QBasic, apparve in Windows 95, Windows 2000 e successivi. Rimanendo un programma DOS a 16 bit, non poté essere incluso in alcuna versione a 64 bit di Windows. Questa versione può essere eseguita in DOS 3.30 e successivi.
La versione per FreeDOS fu sviluppata da Shaun Raven.

## Funzionalità
MS-DOS Editor usa un'interfaccia testuale con uno schema di colori regolabile. L'interfaccia può visualizzare più documenti per volta: la versione 2.0 (inclusa in DOS 7 o Windows 9x) può aprire fino a nove file per volta, mentre le versioni precedenti (incluse in DOS 5 e 6) sono limitate alla gestione di un solo file. Lo schermo può essere diviso verticalmente in due riquadri per visualizzare due documenti simultaneamente o diverse sezioni dello stesso file. Può anche aprire file in modalità binaria, in cui viene visualizzato un numero prestabilito di caratteri per linea, con ritorni a capo trattati come un qualsiasi altro carattere: questa modalità visualizza i caratteri con il sistema esadecimale (0-9 e A-F). L'editor converte i ritorni a capo dal formato Unix al formato DOS e supporta l'uso del mouse. Alcune di queste funzionalità sono state aggiunte nella versione 2.0 con la pubblicazione di Windows 95.